# Kébili
Kebili (scritto anche Gibili o Qibilī; in arabo قبلي) è una città della Tunisia centrale, capoluogo del governatorato omonimo. Sorge in un'oasi abitata fin dall'antichità (i reperti archeologici più antichi trovati nell'area risalgono a circa 200.000 anni fa). È una città multietnica, in cui convivono arabi, berberi e mori.
Le principali attività economiche sono l'agricoltura (si coltivano soprattutto datteri) e il turismo.